# Riokii
Riokii je česká počítačová freeware hra z roku 2008. Hru vytvořil vývojář her známý jako Much0j. Pokračování hry se mělo jmenovat Raidekii. Hra byla vytvořena v programu Game Maker. Hlavní hrdina, Black Dude, je jeskyňář a tudíž umí přežít v jeskyních. Proto byl vyslán, aby zabil Riokiiho, který požírá obyvatele jedné vesnice.